# Evangelos Papadopoulos
Evangelos Papadopoulos (* 1974 in Athen) ist ein deutsch-griechischer Künstler, der vor allem für seine ortsspezifischen Installationen und Plastiken bekannt ist.

## Leben und Ausbildung
Evangelos Papadopoulos wurde 1974 in Athen, Griechenland, geboren. Nach seinem Studium des Bergbaus und Metallurgieingenieurwesens an der Nationalen Technischen Universität von Athen, entschied er sich, seine Leidenschaft für die Kunst zu verfolgen. Im Jahr 1998 begann er sein Studium der Bildenden Kunst an der Kunstakademie in Münster, Deutschland. Während seiner Zeit dort entwickelte er seinen eigenen künstlerischen Stil und experimentierte mit verschiedenen Materialien und Techniken.

## Werk
Evangelos Papadopoulos beschäftigt sich mit der Entwicklung von dynamischen Formen im Raum mit unterschiedlichen Materialien. Kontinuierlich erforscht der Bildhauer Möglichkeiten, Räume zu sublimieren und diese neu zu deuten. Sein Körper und seine Intuition verschmelzen in der Ausformulierung der plastischen Arbeit. Der Raum ist die Leinwand des Künstlers. Zeichnungen im Kopf manifestieren sich zu konkreten Konstellationen, die die Wahrnehmung schärfen und die Fantasie anregen. Der Raum spielt in den Werken von Evangelos Papadopoulos eine zentrale Rolle. Der Künstler reagiert auf die Perspektive, Grundriss und Lichtsituation des jeweiligen Ausstellungsortes. Er interagiert mit der vorhandenen Struktur und gibt eine eigenwillige Antwort. Behutsam reflektiert er dabei Lichtsituationen und Raumausformungen. Sein Werk hebt sich dynamisch fließend ab und kann dabei ein chaotisches Raumgefühl vermitteln. Rigips, Holzlatten, Verlegeplatten, Hanfseile, Stahlseile und Metallprofile transformiert er zu dynamischen Formen. Ein genauer Blick auf die Stoffe verdeutlicht die Auswahl ungewöhnlicher Zusammensetzungen der Bildhauerei. Rigips und Holz sind elementare Baustoffe im Wohnungsbau. Es sind Materialien, die Stabilität suggerieren und durch den Akt des Künstlers ihre Beständigkeit verlieren. Er spaltet diese Materialien, um expressive Formen zu gestalten.
Neben der Schaffung ortsspezifischer Werke widmet sich der Künstler Evangelos Papadopoulos auch der Kreation von Plastiken aus vernickeltem Stahl, den er zu einer dynamischen Form mit seinem Körper biegt. Es entstehen faltenartige Gebilde, die in sich einen eigenen Kosmos schaffen. Die besondere Eigenschaft des Materials sowie die Reflexion von Licht spielt innerhalb der Bearbeitung und Wahrnehmung eine besondere Rolle.

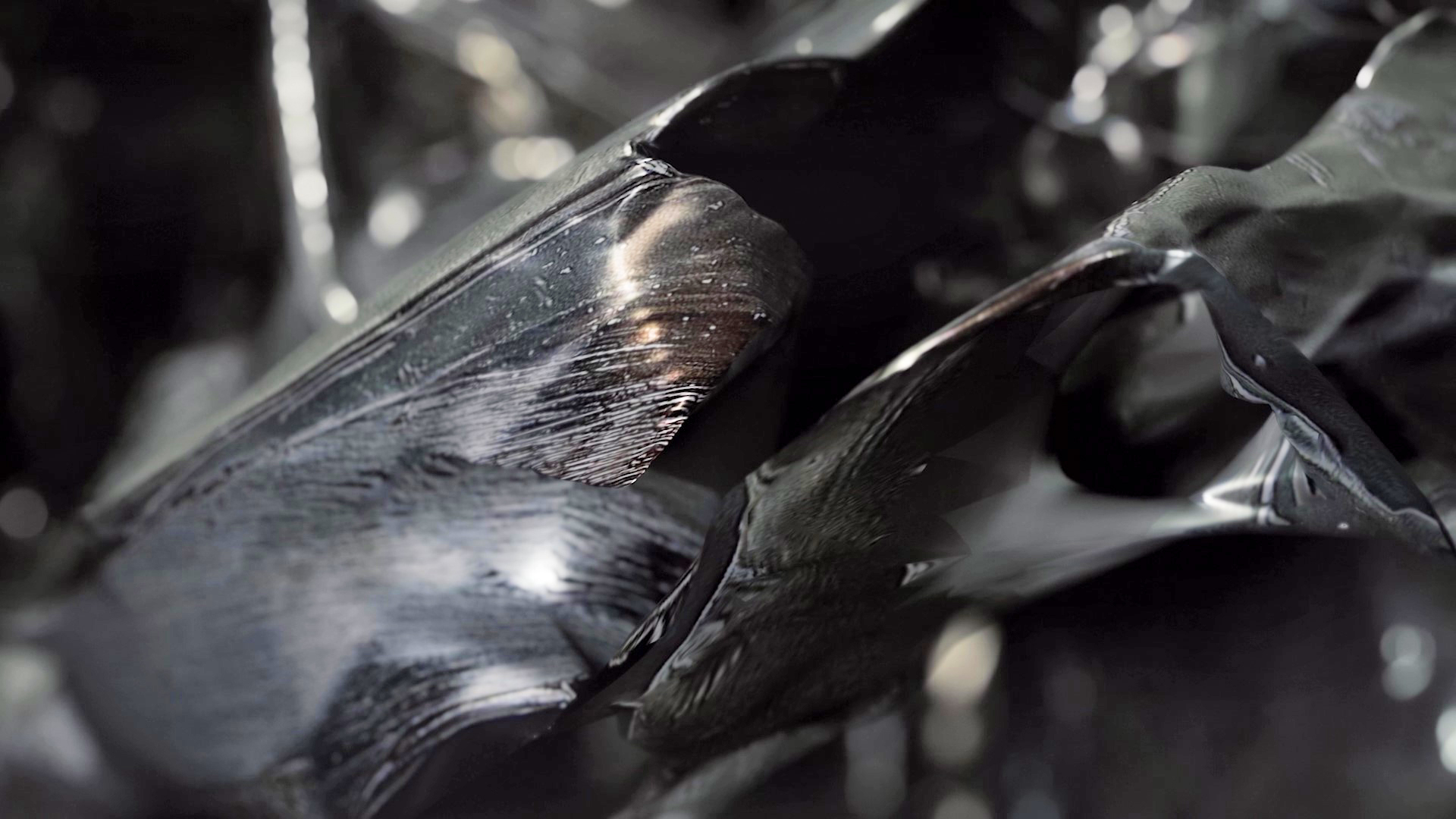
Evangelos Papadopoulos - Eisen, videostill, HD Video, Photography: Evangelos Papadopoulos, 2021

Darüber hinaus hat Papadopoulos seit 2021 begonnen, sich verstärkt mit digitalen Videoarbeiten auseinanderzusetzen. Durch den Einsatz moderner Technologien und digitaler Medien eröffnet Papadopoulos neue Möglichkeiten, seine künstlerische Vision zu erweitern und das Potenzial von Licht, Bewegung und Raum in seinen Werken auszuloten. Die digitale Ebene eröffnet ihm die Freiheit, die Grenzen der physischen Realität zu überschreiten und immaterielle Dimensionen zu erforschen.

## Ausstellungen (Auswahl)
Einzelausstellungen
- 2022, „Eisen. DIE Magie des Eisens, die Magie der Form.“, Kunstturm Mücke
- 2021, „FLOW“, Museum Ratingen
- 2021, „FahrArt“, Nettetal, Niederrhein
- 2020, „Air Walk“, Die Neue Galerie, VHS Essen
- 2019, „DAS SICHTBARE UND DAS UNSICHTBARE, ZERSTÖRUNG UND ENTSTEHUNG“, Künstlerzeche Unser Fritz 2/3, Herne-Wanne
- 2016, „Das plötzliche Erscheinen der Dinge“, Gartenpavillon Malkasten Düsseldorf
- 2016, „MATERIA PRIMA“, Tiefgarage,  Köln
- 2015, „Serpentinata“, GraeserSchmidt Contemporary Art, Köln
- 2014, „Es läßt mich Dinge sehen“, Cubit, Düsseldorf
- 2012, „MANIA“, HONIGBROT, Heimat+Sachkunde / Maria Wildeis, Köln
- 2011, „INSTALLATION“, Galerie Gabriele Undine Meyer, Bielefeld
- 2010, „A ROOM FOR ONE SCULPTURE“, format:C, Meerbusch-Lank

Gruppenausstellungen
- 2022, „Kreislauf 3“, Museum Katharinenhof Kranenburg
- 2022, "Destructura", Städtische Galerie im Park, Viersen
- 2020, „ΟΡΝΙΘΟ / ΘΕΟΜΑΧΙΑ ΝΟΗΜΟΣYΝΗ ΣΜΗΝΟΥΣ“ Nationaltheater Nordgriechenlands & Antike Theater von Epidauros, Griechenland
- 2020, „Layers / Επιπεδα / Schichten“, Kunstmuseum Bochum
- 2019, „Layers / Επιπεδα / Schichten“, Präsentation des Projektes, MOMus-Experimental Center for the Arts, Thessaloniki, Griechenland
- 2019, „Psifiakos-Digital Destruction“, Daily Lazy Projects, Athen, Griechenland
- 2019, „175 Jahre Verein der Düsseldorfer Künstler *1844 zwischen Hungertuch und Kunstpalast“,  Stadtmuseum Düsseldorf
- 2017, „Imagined Homes“, Parallel Programm 6 Biennale Thessaloniki of Contemporary Art, Griechenland
- 2012, „A tale of two cities“, Organhaus, Chongqing, China
- 2011, „NORDWESTKUNST 2011 - Die Nominierten“, Kunsthalle Wilhelmshaven

- 2004, „1-1 gleich=raum gleich=zeit“, MANEGE Sankt Petersburg und Stadthafen Münster